# Pôle d’équilibre territorial et rural du Pays des Vosges Saônoises
Cet article concerne l'établissement public. Pour la région naturelle, culturelle et son habitat, voir Vosges saônoises.

Le territoire du PETR du Pays des Vosges Saônoises en rouge.

Le pôle d’équilibre territorial et rural du Pays des Vosges Saônoises (PETR), précédemment dénommé Pays des Vosges Saônoises, est un établissement public situé dans le département de la Haute-Saône en région Bourgogne-Franche-Comté. Il regroupe six intercommunalités à fiscalité propre.

## Historique
Dans la continuité de la Loi du 25 juin 1999 d'orientation pour l'aménagement et le développement durable du territoire (LOADDT), dite Loi Voynet, une association de préfiguration du Pays des Vosges Saônoises est constituée le 10 novembre 2000. Le Pays des Vosges Saônoises est constitué officiellement le 12 décembre 2003 par un arrêté du préfet de région fixant le périmètre définitif. Le Pays décide d’adopter une structure juridique mieux adaptée à ses missions en évoluant du statut d’association à celui de syndicat mixte le 1er janvier 2004. Le premier contrat de pays, qui matérialise les moyens financiers à mettre en œuvre pour atteindre les objectifs énoncés dans la charte, est signé le 19 novembre 2004 et permet de mobiliser des crédits de l’Europe, l’Etat, la Région et le Département. Il est suivi par le contrat de Pays 2007-2014, puis par le Contrat d'Aménagement et de Développement Durable 2015-2017, signés alors avec la Région Franche-Comté.
À la suite de la loi de modernisation de l'action publique territoriale et d'affirmation des métropoles du 27 janvier 2014, le syndicat mixte est transformé en Pôle d'équilibre territorial et rural (PETR) par arrêté préfectoral du 23 décembre 2014, avec effet au 1er janvier 2015,.
Le 21 mars 2017 est signé entre l’État et le président de l'intercommunalité le contrat de ruralité du Pays des Vosges Saônoises. Ce contrat, le premier dans le département de la Haute-Saône, accompagne la mise en œuvre d’un projet de territoire à l’échelle du bassin de vie concerné, en fédérant l’ensemble des acteurs institutionnels, économiques et associatifs. Il est signé pour une durée de 6 ans avec une clause de révision à mi-parcours.

## Administration

### Composition
Le PETR regroupe six intercommunalités.
- Communauté de communes du Pays de Villersexel
- Communauté de communes du Pays de Lure
- Communauté de communes Rahin et Chérimont
- Communauté de communes des mille étangs
- Communauté de communes du Pays de Luxeuil
- Communauté de communes de la Haute Comté

## Géographie, histoire et culture
Le paysage est marqué par la limite du massif des Vosges au nord dont les sommets atteignent l'étage collinéen et montagnard mais aussi subalpin pour les points culminants. Les premiers contreforts du massif du Jura sont présents au sud. Les vallées sont traversées par des ruisseaux et des rivières (Ognon, Rahin). Des étangs, lacs et tourbières marquent cette région naturelle.

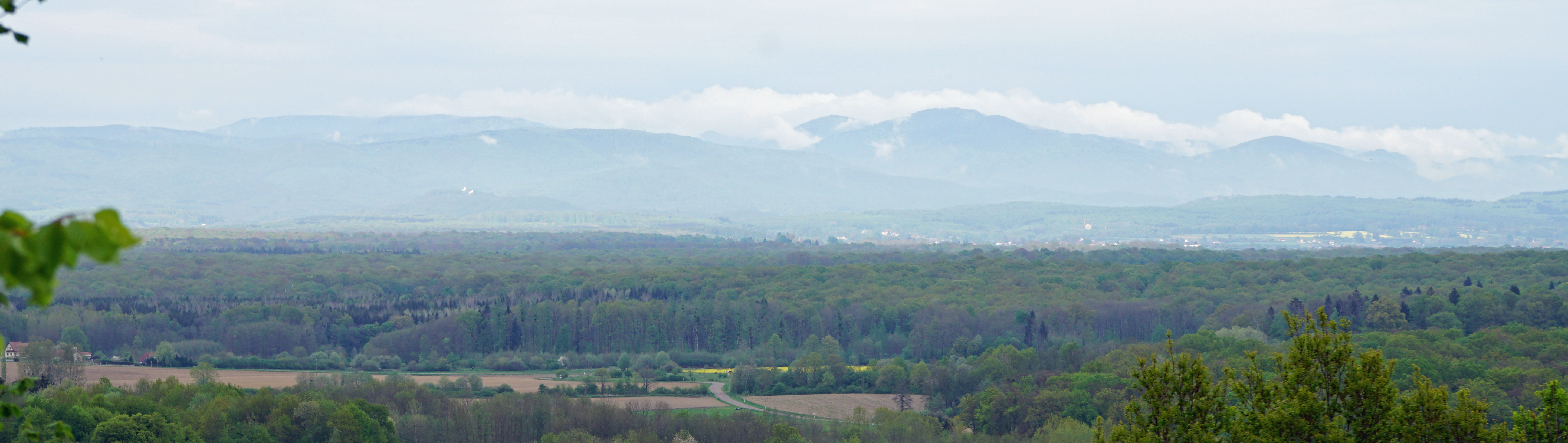
Le pays des Vosges saônoises depuis le Mont de Gouhenans.
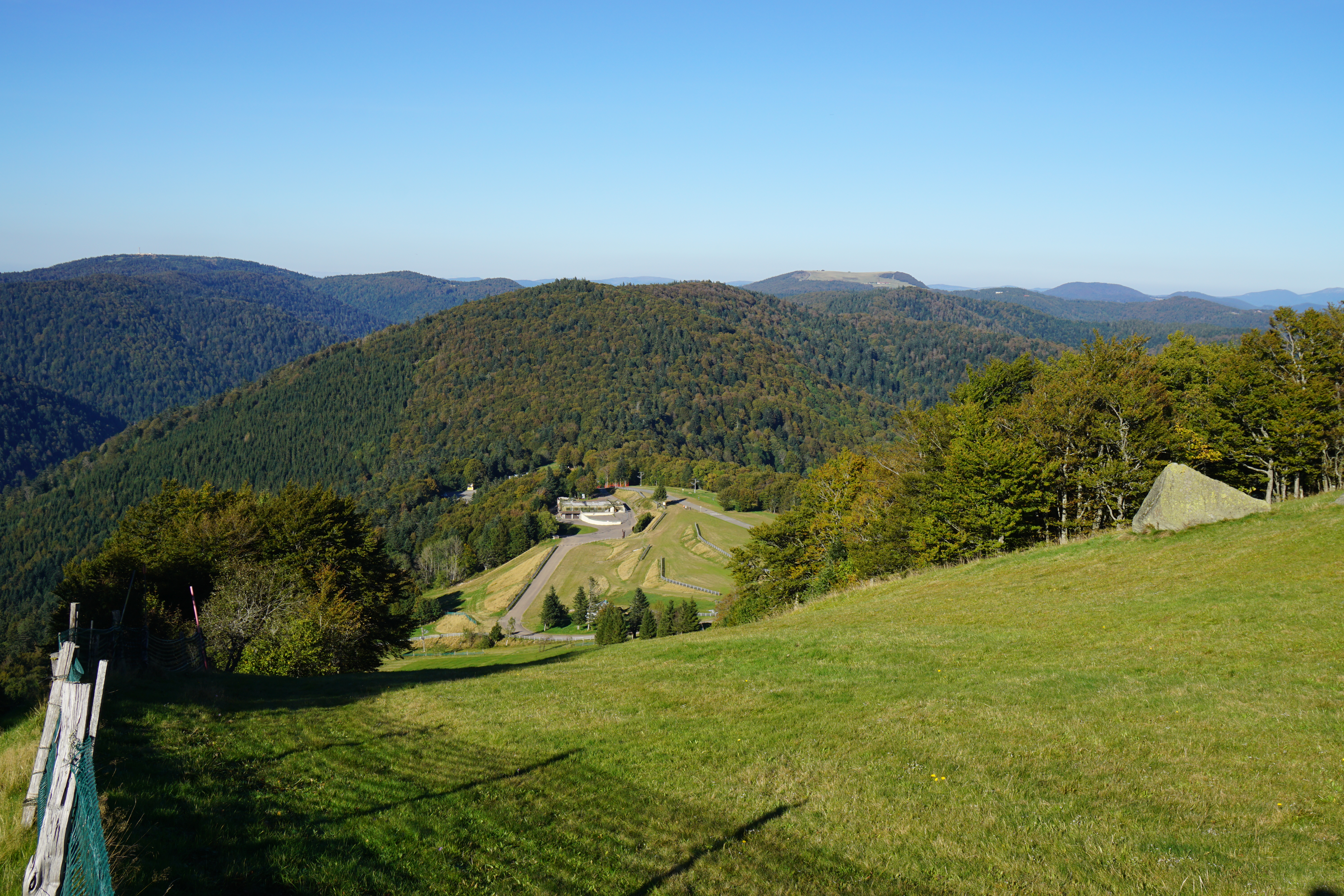
La Planche des Belles Filles.
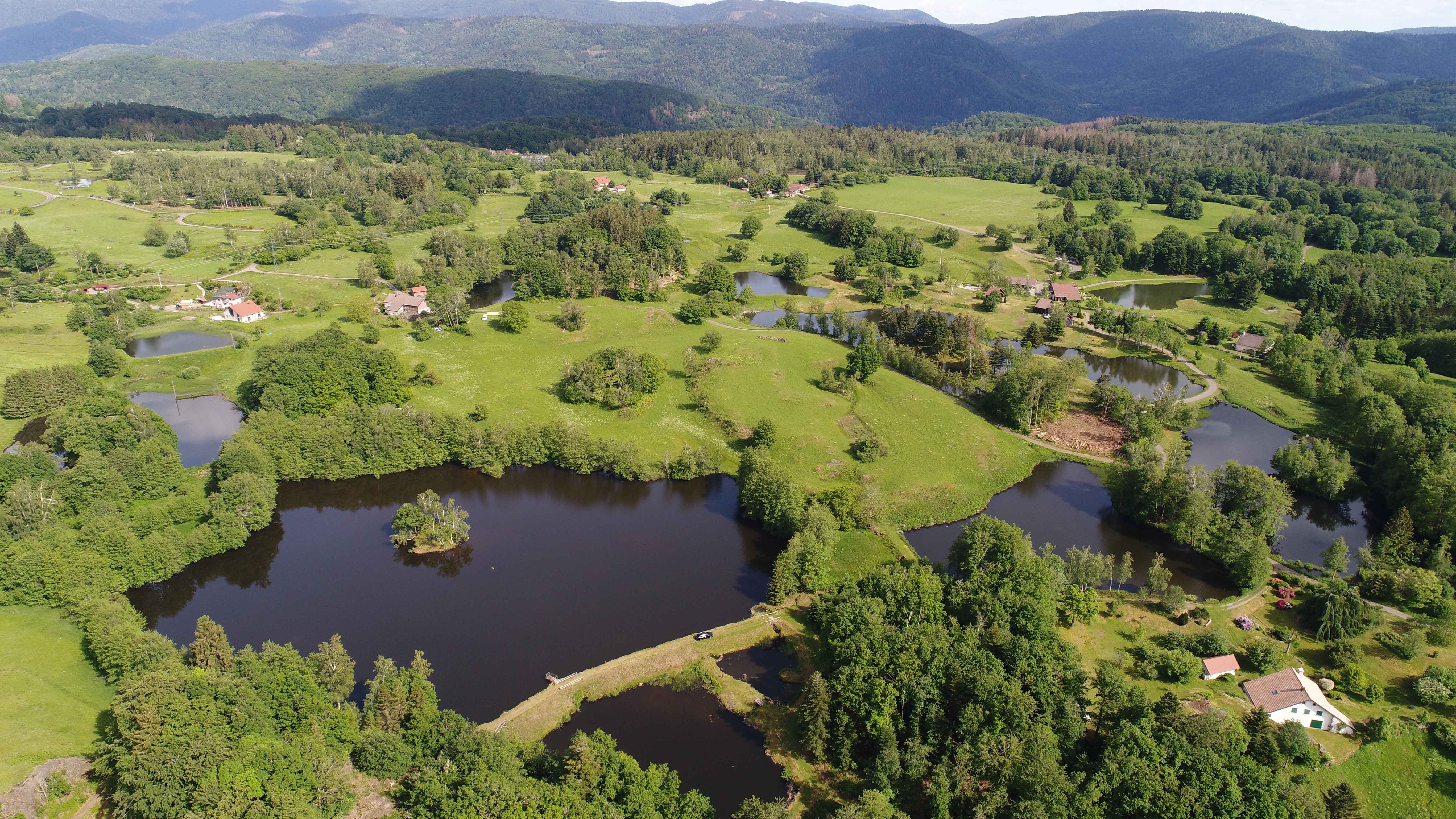
La région des Mille étangs.